# マラウイ・アフザル
マラウイ・アフザルとは、アフガニスタンのヌーリスターン州のイスラム教軍閥の指導者である。

## 経歴
マラウイ・アフザルは1925年頃に、ヌーリスターン州バルギ・マタール郡バドムク村のカム族の一家で生まれた。その後、パキスタンのカイバル・パクトゥンクワ州のパンジピールやアコラ、インドのウッタル・プラデーシュ州のデオバンドで学び、カラチのマドラサやバドムク村で教師になった。
1978年の共産主義革命の後、マラウイ・アフザルはヌーリスタン北部にサラフィー主義の小国「アフガニスタン・イスラム革命国」を作り、サウジアラビアやパキスタンと国交を結んだ。
1980年代、ヌーリスターン州の有力者達は南部の軍閥サルワール・ヌーリスターニを共産党の親派として追放し、マラウイ・アフザルを支持した。マラウイ・アフザルは共産党政権と微妙な関係を保っていたが、1990年代中盤のターリバーンの侵攻後はターリバーンと同盟を結び、ターリバーンの支援を受けた。

## 関連事項
- かつて存在したアフガニスタンのサラフィー主義国

座標: 北緯35度37分58秒 東経71度19分51秒 / 北緯35.63278度 東経71.33083度